# Fenton, Louisiana
Fenton är en ort (village) i Jefferson Davis Parish i Louisiana. Vid 2010 års folkräkning hade Fenton 379 invånare.